# Prosimulium
Prosimulium is een muggengeslacht uit de familie van de kriebelmuggen (Simuliidae).

## Soorten
- P. aculeatum Rivosecchi, 1963
- P. albense Rivosecchi, 1961
- P. albertense Peterson and Depner, 1972
- P. alpestre Dorogostaisky et al., 1935
- P. approximatum Peterson, 1970
- P. arvum Adler and Kim, 1985
- P. calabrum Rivosecchi, 1966
- P. caudatum Shewell, 1959
- P. clavatum Peterson, 1970
- P. constrictistylum Peterson, 1970
- P. daviesi Peterson and DeFoliart, 1960
- P. decemarticulatum (Twinn, 1936)
- P. dicentum Dyar and Shannon, 1927
- P. dicum Dyar and Shannon, 1927
- P. doveri Sommerman, 1962
- P. esselbaughi Sommerman, 1964
- P. exigens Dyar and Shannon, 1927
- P. faurei Bernard, Grenier & Bailly-Choumara, 1972
- P. ferrugineum (Wahlberg, 1844)
- P. flaviantennum (Stains and Knowlton, 1940)
- P. fontanum Stone and Davies, 1958
- P. formosum Shewell, 1959
- P. frohnei Sommerman, 1958
- P. fulvipes (Edwards, 1921)
- P. fulvithorax Shewell, 1959
- P. fulvum (Coquillett, 1902)
- P. fuscum Syme and Davies, 1958
- P. gibsoni (Twinn, 1936)
- P. gigas Rubtsov, 1956
- P. hirtipes (Fries, 1824)

- P. impostor Peterson, 1970
- P. juccii (Contini, 1966)
- P. latimucro (Enderlein, 1925)
- P. longilobum Peterson and DeFoliart, 1960
- P. luganicum Rubtsov, 1956
- P. macropyga (Lundstrom, 1911)
- P. magnum Dyar and Shannon, 1927
- P. martini Peterson, 1970
- P. mixtum Syme and Davies, 1958
- P. multidentatum (Twinn, 1936)
- P. mysticum Peterson, 1970
- P. neomacropyga Peterson, 1970
- P. onychodactylum Dyar and Shannon, 1927
- P. perspicuum Sommerman, 1958
- P. petrosum Rubtsov, 1955
- P. pleurale Malloch, 1914
- P. rachiliense Djafarov, 1954
- P. rhizophorum Stone and Jamnback, 1955
- P. rufipes (Meigen, 1830)
- P. saltus Stone and Jamnback, 1955
- P. shewelli Peterson and DeFoliart, 1960
- P. susanae Peterson, 1970
- P. tomosvaryi (Enderlein, 1921)
- P. transbrachium Adler and Kim, 1985
- P. travisi Stone, 1952
- P. uinta Peterson and DeFoliart, 1960
- P. unicum (Twinn, 1938)
- P. ursinum (Edwards, 1935)
- P. vernale Shewell, 1952
- P. woodorum Peterson, 1970